# (72583) 2001 FV
(72583) 2001 FV – planetoida z pasa głównego asteroid okrążająca Słońce w ciągu 5,11 lat w średniej odległości 2,96 j.a. Odkryta 17 marca 2001 roku.